# Scleracis guadalupensis
Scleracis guadalupensis is een zachte koraalsoort uit de familie Plexauridae. De koraalsoort komt uit het geslacht Scleracis. Scleracis guadalupensis werd in 1860 voor het eerst wetenschappelijk beschreven door Duchassaing & Michelotti. 